# Acanthogobius insularis
Acanthogobius insularis és una espècie de peix de la família dels gòbids i de l'ordre dels perciformes.